# A Navalha na Carne
A Navalha na Carne é um filme de drama brasileiro de 1969 dirigido por Braz Chediak e produzido e protagonizado por Jece Valadão.
O roteiro é assinado, além do próprio diretor, por Fernando Ferreira, Emiliano Queiroz e Plínio Marcos, autor da peça Navalha na Carne, em que se basearam.
Os efeitos especiais sonoros são de Geraldo José e o diretor de fotografia é Hélio Silva

## Elenco
- Jece Valadão… Vado
- Glauce Rocha… Norma Suely
- Emiliano Queiroz… Veludo
- Carlos Kroeber...Cliente
- Ricardo Maciel
- Gilda Nery

## Sinopse
A prostituta Norma Suely volta para seu quarto miserável numa pensão quando imediatamente é espancada por Valdo, seu cafetão. O homem a acusa de ter saído e não ter-lhe deixado dinheiro. Mas logo os dois desconfiam que foram roubados e chamam o faxineiro homossexual Veludo para interrogá-lo. Há novo espancamento e discussões violentas entre os três.